# National Council for the Conservation of Plants and Gardens
El Consejo Nacional para la Conservación de Plantas y de Jardines en inglés: National Council for the Conservation of Plants and Gardens (NCCPG) fue fundado como una asociación caritativa del Reino Unido en 1978 con el objetivo de coordinar los talentos botánicos de  horticultores y conservacionistas con el esmero de los jardineros afiliados, tanto aficionados como profesionales. La declaración de misión de la organización nos dice, que "El NCCPG intenta conservar, documentar, promover y hacer disponible la rica biodiversidad de las plantas de jardín de Gran Bretaña e Irlanda en beneficio de cada uno con a través de la horticultura, la educación y la ciencia." Específicamente, las metas de la organización son: 
- Promover la propagación tanto de las especies como los  cultivares de plantas de jardín de las islas británicas, así como la conservación ecológica de aquellas especies de plantas que estén en peligro
- Promover y encauzar la investigación en las plantas cultivadas, sus medioambientes, sus orígenes, su importancia histórica y cultural.
- Promover la educación del público en la conservación de las plantas de jardín.

Gracias a las cuotas de sus miembros y los donativos de sus patrocinadores la NCCPG busca redescubrir y reintroducir plantas de jardín que se encuentren en peligro animando a su propagación y distribución para que puedan ser cultivadas tan extensamente como sea posible. Los trabajos de NCCPG están coordinados con otros organismos de la conservación así como con los jardines botánicos, el National Trust, National Trust for Scotland, English Heritage, the Royal Horticultural Society y muchas otras sociedades hortícolas.
El director del NCCPG es HRH el Príncipe de Gales.
En 2010, el jardinero de televisión Alan Titchmarsh fue nombrado presidente de la organización benéfica.